# Rudolf Kalmar junior
Rudolf Kalmar junior (* 18. September 1900 in Wien, Österreich-Ungarn; † 18. Jänner 1974 in Wien) war ein österreichischer Journalist und Schriftsteller.

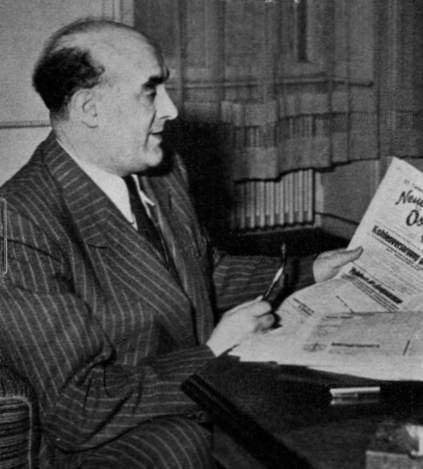
Rudolf Kalmar (um 1950)

## Leben
Rudolf Kalmar besuchte das Stiftsgymnasium Seitenstetten und studierte anschließend an der Universität Wien Rechts- und Staatswissenschaften, wo er 1927 zum Dr. rer. pol. promoviert wurde. Bereits als Student begann er 1919 seine journalistische Laufbahn als Redakteur von Lokal- und Kunstbeiträgen beim Deutschen Volksblatt, wo sein Vater, der gleichfalls bekannte Journalist Rudolf Kalmar senior, als Chefredakteur tätig war.
Mit der Neugründung der Tageszeitung Der Wiener Tag 1922 arbeitete Kalmar fortan für dieses Blatt und leitete erfolgreich dessen Lokalteil. Ab 1934 war er mit Vincenz Ludwig Ostry als politischem Chefredakteur der nichtpolitische Chefredakteur dieser Zeitung sowie des Montagsblattes Der Morgen, die mit dem ihnen angegliederten Zehngroschenblatt am Montag einen österreichischen Kurs vertraten und den Nationalsozialismus scharf ablehnten. Kalmar schrieb u. a. die wöchentliche Kolumne „Sozialpolitik des Tages“ und setzte sich besonders für die Rechte des „kleinen Mannes“ ein.

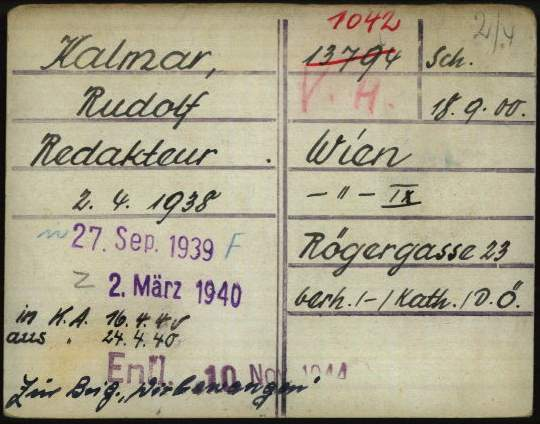
Registrierungskarte von Rudolf Kalmar junior als Gefangener im nationalsozialistischen Konzentrationslager Dachau

Rudolf Kalmar wurde unmittelbar nach dem „Anschluss Österreichs“ am 17. März 1938 festgenommen und mit dem so genannten „Prominententransport“ am 1. April 1938 in das KZ Dachau überstellt. Zeitweilig war er auch im KZ Flossenbürg interniert. Am 13. Juni 1943 fand auf dem „Kleinen Appellplatz“ des Konzentrationslagers Dachau wohl eine der bizarrsten Freilichttheaterpremieren des 20. Jahrhunderts statt. Eine Gruppe österreichischer, deutscher und tschechischer KZ-Insassen spielte vor anderen Häftlingen und den SS-Wachen Die Blutnacht auf dem Schreckenstein. Das Theaterstück im Stil der Pradler Ritterspiele, bei denen traditionell viele Köpfe rollten, war eine von Kalmar verfasste Hitler-Persiflage. Star und Regisseur der immerhin sechs Aufführungen war Erwin Geschonneck. Im September 1944 wurde Kalmar einer Strafeinheit der Wehrmacht an der Ostfront zugeteilt, die bereits bei einem ihrer ersten Einsätze von der Roten Armee überrumpelt und gefangen genommen wurde.
Am 4. September 1945 aus sowjetischer Kriegsgefangenschaft zurückgekehrt, betätigte er sich kurze Zeit in der Kunstsektion des Unterrichtsministeriums (Bundestheaterverwaltung), trat aber bereits im selben Jahr in die Redaktion der Zeitung Neues Österreich ein, deren Lokalchef und Chefredakteur er von 1947 bis 1956 war. Daneben schrieb er als Mitarbeiter des Österreichischen Rundfunks Manuskripte zu Radio- und Fernsehreihen. 1957 bis 1960 arbeitete Kalmar für die Tageszeitung Die Presse. Ab 1960 war er Leiter des Literarischen Büros der Bundestheaterverwaltung.
Kalmar wurde in Würdigung seiner Verdienste um den Journalismus und um das kulturelle Leben von Wien 1958 zum Präsidenten des Österreichischen Presseclubs Concordia gewählt, dessen Vizepräsident er bereits in den Jahren vor 1938 war. Unter seiner Präsidentschaft machte er den Presseclub zu einem Forum, in dem die meisten und interessantesten Pressekonferenzen und die wichtigsten Präsentationen ausländischer Persönlichkeiten stattfanden. Mit dem von ihm angeregten ersten Concordia Ball nach dem Zweiten Weltkrieg 1960 rückte er den Presseclub auch in den gesellschaftlichen Mittelpunkt. Er war auch Mitglied des Österreichischen P.E.N. Clubs.
Begraben wurde er im Familiengrab auf dem Wiener Zentralfriedhof (Gruppe 42A, Reihe 11, Nummer 26).

## Bedeutung
Die von Kalmar veröffentlichte Sammlung von Erlebnisberichten aus dem KZ Zeit ohne Gnade gehört zu den literarisch wertvollsten und objektivsten Dokumenten dieser Gattung. Auch mit seinen sonstigen Arbeiten war Kalmar ein früher Vorkämpfer gegen das Verdrängen und Vergessen der NS-Zeit in Österreich.
Zitate
„Die Auseinandersetzung mit dem Faschismus ist ein politisches, seine Attacke gegen den Geist des Abendlandes ein kulturelles Problem.“
Zeit ohne Gnade. S. 9.
„Um die Erinnerung an das ungeheuerliche Geschehen von Mauthausen wachzuhalten, damit sie als warnendes Licht über der österreichischen Zukunft stehe, schlagen wir vor: Grabt einen aus, irgend einen von den Hunderttausenden, die durch die Tötungsmühlen gingen, und bestattet ihn feierlich hier, inmitten der Stadt. Auf dem Stephansplatz, vor der Karlskirche, vor St. Peter am Graben. Zündet über seinen gemarterten Gebeinen das ewige Feuer an und verkündet denen, die vorübergehen werden, weil sie vorübergehen müssen, dass hier eines der Opfer der Sünde gegen den Geist der Freiheit liegt.“
Artikel im Neuen Österreich, 1949.

## Auszeichnungen
- 1960: Ehrenmedaille der Bundeshauptstadt Wien
- 1960: Großes Ehrenzeichen für Verdienste um die Republik Österreich[3]
- 1961: Kommandeur der „Palmes academiques“
- 1963: Preis der Stadt Wien für Publizistik[4][5]
- 1970: Ehrenring der Stadt Wien (30. September)
- Großes Verdienstkreuz der BRD
- Goldene Feder der Concordia
- Titel Hofrat

## Werk
- Täglicher Ratgeber für das praktische Leben. Was sage ich – was tue ich in allen Lebenslagen? Unter der Mitarbeit namhafter Fachleute zusammengestellt und bearbeitet von Rudolf Kalmar. Verlag Wehle & Höfels, Wien/Leipzig 1933.
- Die Blutnacht auf dem Schreckenstein oder Ritter Adolars Brautfahrt und ihr grausiges Ende oder Die wahre Liebe ist das nicht. Ein komisch-schauriges Ritterstück in drei Aufzügen mit Musik. Manuskript. Dachau 1943.
- Zeit ohne Gnade. Schönbrunn-Verlag, Wien 1946
Neuauflage; herausgegeben, kommentiert und mit einem Nachwort versehen von Stefan Maurer und Martin Wedl. Metroverlag, Wien 2009, ISBN 978-3-902517-84-5.
- Land vom Kahlenberg. Feuilletons. Buchschmuck von Erika Wolf. Verlag Neues Österreich, Wien 1949.
- Manuskripte zu den Radioreihen Eine Woche Österreich, Das kleine Leben, Kulturbericht, Österreichische Persönlichkeiten und zur Fernsehreihe Der Fenstergucker.